# Вашконселуш, Жорже Феррейра де
Жо́рже Ферре́йра де Вашконсе́луш (порт. Jorge Ferreira de Vasconcelos; до реформы 1911 года порт. Vasconcellos; условно приемлемые даты рождения и смерти 1515—1585) — португальский придворный (камергер), комедиограф и прозаик, представитель «итальянской школы» драматургии XVI века в португальской литературе эпохи Возрождения.

## Передача имени и названий на русский язык
Имеются различные варианты орфографии при передаче имени на русский язык: 
- Державин К. Н. — Жорже де Вашконселлуш
- Плавскин З. И. — Ж. Феррейра ди Вашконселуш[1]
- Тертерян И. А. — Жоржи Феррейра де Васконселуш[2]
- Овчаренко О. А. — Жорже Феррейра де Вашкунселуш[3]
- Вольф Е. М. — Жорже Феррейра де Вашконселуш[4]

Для данной статьи как наиболее приемлемым и точным предлагается вариант Е. М. Вольф.
Также наблюдаются различия вариантов орфографии в названиях комедий на языке оригиналов:
- «Комедия Эуфро́зина» (порт. Comedia Eufrósina)[4] или «Комедия Эуфрози́на» (Comedia Eufrosina[5], Comédia Eufrosina[6])
- «Комедия Улизиппу» (порт. Comedia Ulysippo[5]) или «Комедия Улиссипу» (порт. Comédia Ulissipo[7][8])

При этом факультативные варианты передачи «Комедия об Улизиппо», «Комедия об Аулеграфии», «Записки о подвигах рыцарей Второго Круглого стола» И. А. Тертерян и «Воспоминания о рыцарях Второго Круглого Стола» (Memorial das Proezas da Segunda Távola Redonda, 1567) О. А. Овчаренко предлагается отставить ввиду их недостаточной точности до публикации переводов этих произведений на русский язык.

## Биография
Достоверные данные о годах рождения и смерти, подробные сведения о жизненном пути неизвестны. Несмотря на отсутствие точной датировки годов жизни (1515/1525 (?) — 1584/1585), наиболее приемлемым годом рождения условно был выбран 1515 год, так что в 2015 году в Португалии проводились мероприятия по празднованию 500-летия рождения комедиографа, в частности, в Национальной библиотеке Португалии состоялась конференция, а с 15 мая по 11 сентября там же прошла выставка. Источники указывают три возможных места рождения: с бо́льшей степенью вероятности — Лиссабон, с меньшей — Коимбра или Монтемор у Велью, поскольку его отец, Антониу Диаш Перейра Феррейра, был уроженцем Коимбры, либо Монтемор у Велью. До недавнего времени, точнее до 2010 года, исследователям были известны всего лишь два документа о биографии писателя: в 1540 году Ж. Ф. де Вашконселуш состоял придворным в чине камергера (порт. moço de câmara) при инфанте доне Дуарте, брате Дона Жуана III; в начале XX века (1909) был опубликован документ о том, что 10 июля 1563 года занимал должность нотариуса казначейства (порт. escrivão do Tesouro). Служил при дворе герцогов Авейру, где, вполне вероятно, был посвящён в рыцари Ордена Христа. Документы времён правлений Жуана III и Себастьяна I, свидетельствующие о занимании должности нотариуса королевского казначейства (Escrivão do Tesouro da Casa Real) и Филиппа I Португальского о занимании должности казначея арсенала Гвинеи и Индии (tesoureiro do Armazém da Guiné e Índia, 1580—1583) впервые опубликованы в диссертации Силвины Мартинш Перейры. В 1870 году Т. Брага выдвинул ошибочные гипотезы, опровергнутые в 1909 году К. Михаэлис де Вашконселуш в письме М. Менендесу и Пелайо.
В 1550 (но не в 1552 году, как указывается во многих источниках) году находился в Лиссабоне, что следует из описаний рыцарского турнира и  грандиозного праздника на берегу Тежу в предместье Лиссабона Шабрегаш (порт. Xabregas) из предпоследней главы «Мемориала о подвигах рыцарей второго Круглого стола», устроенного Жуаном Мануэлом, когда в возрасте 15 лет носил титул инфанта. Турнир также был описан Франсишку де Морайшем в адресованном королеве Элеоноре отчёте. Единственный сын писателя погиб в битве при Алкасер-Кебире (1578). Был женат на знатной даме Ане де Соуту (Ana de Souto). Зять комедиографа, Антониу де Норонья, известен как издатель сочинений своего тестя.
После смерти был захоронен в церкви монастыря Святой Троицы (convento da Trinidade) в Лиссабоне, разрушенной Лиссабонским землетрясением в 1755 году.

## Творчество
Вошёл в историю португальской литературы как автор трёх комедий в прозе «Эуфрозина» (или «Эуфро́зина», 1555), «Улизиппу» (или «Улиссипу», 1561), «Аулеграфия» и рыцарского романа «Мемориал о подвигах рыцарей второго Круглого стола» (1567). Все прижизненные издания публиковались без указания имени автора. Имя автора также не упоминалось в Списках (индексах) запрещённых инквизицией книг (Índice expurgatório) 1561, 1564 и 1581 годов. Ж. Ф. де Вашконселуш был впервые обозначен автором произведения через 33 года после своей смерти — во 2-м издании «Комедии Улиссипу» 1618 года. Среди не сохранившихся сочинений значатся «Триумфы Саграмора» (Triunfos de Sagramor, 1554), комедия «Пилигрим» (Peregrino, в стиле «Эуфрозины»), «Диалоги о величии Соломона» (Diálogos das Grandesas de Salomão, советы королю Себастьяну), Colóquio sobre Parvos (1556).
Судя по анализу текста, самая известная и исследованная «Комедия Эуфрозина» создавалась в 1542—1543 годы по образцу драматизированной новеллы (романа в форме драмы) «Селестина» Фернандо де Рохаса. 
«Комедия Улиссипу» важна не столько своей завязкой, сколько своим ставшим впоследствии классическим языком, описаниями португальских нравов и обычаев XVI века и значительным количеством пословиц и поговорок. Вероятно по этой причине после запрета инквизицией комедия была отредактирована и впоследствии неоднократно издавалась. 
Текст комедии «Аулеграфия» посмертного издания 1619 года зять драматурга, Антониу де Норонья, предварил словами: «Жорже Феррейра де Вашконселуш никогда не ставил своего имени ни под одной из созданных им книг», за которыми следовала эпиграмма о неувядающей славе комедиографа на латыни. В прологе к комедии приведено заявление автора от имени Мома о намерении отойти от избитого стиля, именуемого искусством, и представить португальский язык с экстравагантной точки зрения, используя игру слов и необычные словообразования, но не с целью испугать португальца.
Е. М. Вольф писала: «Среди драматургических сочинений этой эпохи особый интерес с точки зрения языка представляют комедии Ж. Феррейры де Вашконселуша, и в первую очередь «Комедия Эуфрозина» (Comedia Eufrósina). <…> Пословицы и сентенции — это типичный для XVI века художественный приём, излюбленный в рафинированных придворных кругах. В то же время пословицы отражали народный язык и были для Вашконселуша способом характеристики персонажей. В этом сочетании элементов, заимствованных из разговорной речи и фольклорных источников, и их сознательной обработке и организации отражаются общие концепции Возрождения, стремления к сочетанию „искусственного“ и „естественного“ (ars и natura)».
В отечественном литературоведении наиболее полные сведения о комедиях Ж. Ф. де Вашконселуша представила О. А. Овчаренко в  монографии о творчестве Камоэнса.

## Место в истории португальской литературы
В настоящее время Ж. Ф. де Вашконселуш расценивается в качестве незаслуженно забытой ключевой фигуры иберийского и европейского театра XVI века. Ж. А. Сарайва и О. Лопеш поставили имя комедиографа в один ряд с авторами середины XVI века, заботившихся о развитии португальского языка и возвеличивании его ценности, среди которых выступили Жуан де Барруш, Луиш де Камоэнс, Антониу Феррейра, Фернан А́лвареш ду Ориенте и Родригеш Лобу. Эти португальские писатели противостояли насаждению кастильского языка в виду того, что португальский язык распространился в тех далёких заморских неизведанных землях, где до эпохи Великих географических открытий ни древнегреческий ни древнееврейский языки не были известны.
Относительно языка прозы комедий Сарайва и Лопеш отметили намерение автора задокументировать особенности языка, что было важно в плане эволюции развития литературного португальского языка при его отличии от разговорного языка. С такой точки зрения Вашконселуш стоит в ряду после Жила Висенте и до Алешандре Эркулану, Камилу Каштелу Бранку, Акилину Рибейру и других авторов.
О популярности автора свидетельствуют 4 издания «Эуфрозины» в период 1555—1566 годов. В «Царе Селевке» Камоэнса встречаются подражания и калькирования из «Эуфрозины». В 1611 году Фернандо Балльестерос и Сааведра перевёл «Эуфрозину» кастильский язык, и из неё Лопе де Вега, великий испанский почитатель, черпал вдохновение при создании своей «Доротеи» (La Dorotea, 1632).
Мода как на прозу, так и комедии Ж. Ф. Вашконселуша объясняется тем, что их автору удалось соединить традицию с идеями гуманизма, удовлетворив вкусы образованной публики своего времени.
До конца XX века комедии Вашконселуша воспринимались согласно мнению, выраженному словами Алешандре Эркулану 1838 года: «это скорее диалоги, нежели драмы» (são antes diálogos do que dramas), то есть критика отрицала наличие у сочинения драматической составляющей. Такое восприятие основывалось на открытости вопроса о том, предназначалась ли комедия «Селестина» Рохаса для постановки на театральной сцене либо задумывалась как диалогизированный роман (novela dialogada). После первых постановок «Селестины» на сцене театра в середине XX века удалось осуществить первые сценические воплощения «Эуфрозины» (1995) и «Улизиппу» (1997).

## Публикации
- Vasconcelos J. F. de. Comedia eufrosina : De nouo reuista & em partes acrece[n]tada :  [порт.] / Jorge Ferreira de Vasconcelos. — Coimbra : Ioã de Barreyra, 1560. — 350 p.
- Vasconcelos J. F. de. Comedia Aulegrafia :  [порт.] / Feita por Jorge Ferreira de Vasconcellos ; Agora novamente impressa à custa de Dom Antonio de Noronha. — Lisboa : Pedro Craesbeeck, 1619. — ([4], 186 f.) 380 p.
- Vasconcelos J. F. de. Comedia Ulysippo : Nesta segunda impressaõ apurada, & correcta de algus erros da primeira :  [порт.] / Jorge Ferreira de Vasconcelos. — Lisboa : Pedro Craesbeeck, 1618. — ([4], 278, [2 br.] f.) 568 p.

- Vasconcelos J. F. de. Memorial das proezas da segunda Tauola redonda :  [порт.] / Jorge Ferreira de Vasconcelos. — Coimbra : João de Barreyra, 1567. — ([4], 240 f.) 488 p.